# انسل
انسل (به فرانسوی: Ancelle) یک کامین در فرانسه است که در Canton of Saint-Bonnet-en-Champsaur واقع شده‌است.

## خصوصیات
انسل ۵۰٫۶۶ کیلومترمربع مساحت و ۸۳۱ نفر جمعیت دارد و ۱٬۳۵۰ متر بالاتر از سطح دریا واقع شده‌است.